# 애니콜 IT Style
IT Style Phone은 삼성전자에서 2009년에 출시한 휴대 전화로, 모델명:SCH-W860(SKT)의 다른 이름이다.